# Svojkovice (Plzeň)
Svojkovice é uma comuna checa localizada na região de Plzeň, distrito de Rokycany.